# Barendorf
Barendorf település Németországban, azon belül Alsó-Szászország tartományban. Lakosainak száma 2491 fő (2023. december 31.). Barendorf Vastorf, Wendisch Evern, Lüneburg és Reinstorf községekkel határos.

## Népesség
A település népességének változása:
| Lakosok száma | 2496 | 2473 | 2459 | 2493 | 2546 | 2491 |
|               | 2016 | 2017 | 2019 | 2021 | 2022 | 2023 |